# Euclea undulata
Euclea undulata là một loài thực vật có hoa trong họ Thị. Loài này được Thunb. mô tả khoa học đầu tiên năm 1784.